# Plenty of Power
Albums de Anvil
Anthology of Anvil
(1999) Still Goin' Strong
(2002)
Plenty of Power est le onzième album studio du groupe de heavy metal canadien Anvil. Il est sorti en 2001.

## Line-up
Lips : chant et guitare
Ivan Hurd : guitare
Glenn Five : basse
Robb Reiner : batterie

## Liste des chansons de l'album
1. Plenty Of Power - 4:02
2. Groove Science - 3:20
3. Ball Of Fire - 3:50
4. The Creep - 3:37
5. Computer Drone - 6:15
6. Beat The Law - 3:33
7. Pro Wrestlin' - 4:26
8. Siren Of The Sea - 4:13
9. Disgruntled - 3:18
10. Real Metal - 4:20
11. Dirty Dorothy (bonus-track) - 4:33